# 여수 흥국사 삼장보살도
여수 흥국사 삼장보살도(麗水 興國寺 三藏菩薩圖)은 대한민국 전라남도 여수시, 흥국사에 있는 조선시대의 불화이다. 2009년 3월 20일 전라남도의 유형문화재 제299호로 지정되었다.

## 개요
여수 흥국사 삼장보살도는 1741년의 작품으로 일본에 전해지는 16세기의 작품(1550년 日本 愛知縣 新長谷寺 소장품 외)을 제외하고는 국내에 남아있는 작품 중에서는 빠른 시기의 작품이다. 흥국사는 18세기 전반에 대대적인 중수 불사를 하면서 당시 대표적인 화승 의겸을 모시고 많은 불화불사를 진행하는데 흥국사 삼장보살도는 그 시기의 작품으로 전체적인 색감과 화면구성, 각 군중의 표현 등에서 융성한 흥국사의 일면을 담고 있는 것으로 보인다. 흥국사의 삼장보살도는 제작시기도 빠르고 작품의 질도 우수하다. 제작에 참여한 화승들도 18세기 초반의 대표적인 화승인 의겸의 제자들이다. 또한 보존상태가 양호하여 도 유형문화재로 지정하여 보존하는 것이 타당하다.

## 참고 자료
- 여수 흥국사 삼장보살도 - 국가유산청 국가유산포털